# Sowinki
Sowinki – wieś w Polsce położona w województwie wielkopolskim, w powiecie poznańskim, w gminie Mosina.
W 1940 w lasach pod Sowinkami okupant niemiecki wymordował 600 Polaków w zbiorowej egzekucji. Ofiary pochowano w 2 mogiłach zbiorowych.
W latach 1975–1998 miejscowość administracyjnie należała do województwa poznańskiego.
Przez wieś przebiega   czerwony szlak pieszy z Żabna i Rezerwatu Krajkowo do Drużyny.